# Список банков, лишённых лицензии в 2021 году (Россия)

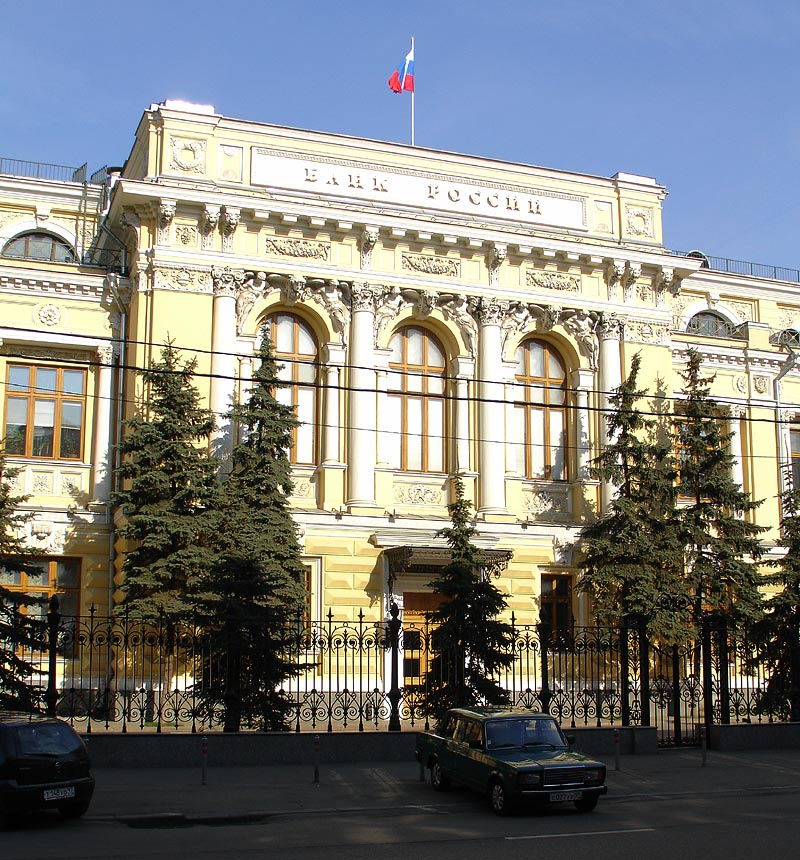
Здание Центрального Банка России на Неглинной улице

В список включены все кредитные организации России, у которых в 2021 году была отозвана или аннулирована лицензия на осуществление банковской деятельности.
За 2021 год Центральный банк Российской Федерации отозвал лицензии у 26 кредитных организаций, из которых 20 лицензий были отозваны у банков и 6 — у и небанковской кредитной организации; кроме того, лицензии были аннулированы у 9 банков и у двух небанковских кредитных организаций.

## Легенда
Список разбит на четыре раздела по кварталам 2021 года. Внутри разделов организации отсортированы по месяцам, внутри месяца по датам закрытия, внутри одной даты по номеру документа об отзыве или аннулировании лицензии.
Таблица:
- Дата — дата отзыва/аннулирования лицензии.
- Приказ — номер приказа или иного документа об отзыве/аннулировании лицензии.
- Регион — населённый пункт или регион регистрации банка.
- АСВ — является ли кредитная организация участником системы страхования вкладов.
- Причины — основные причины отзыва или аннулирования лицензии.

Сокращения:
- АБ — акционерный банк.
- АО — акционерное общество.
- КБ — коммерческий банк.
- НКО — небанковская кредитная организация.
- ООО — общество с ограниченной ответственностью.
- ПАО — публичное акционерное общество.
- РНКО — расчётная небанковская кредитная организация.

Выделение строк цветом:
- — выделение светло-зелёным цветом означает, что лицензия организации была аннулирована.
- — выделение светло-жёлтым цветом означает, что лицензия организации была отозвана.

## 1 квартал
В разделе приведены все кредитные организации, у которых в 1-м квартале 2021 года была отозвана или аннулирована лицензия.
| Наименование                                                      | Основ. | Лиц.   | Дата       | Приказ        | Регион    | АСВ | Причина | Прим.         |
| ----------------------------------------------------------------- | ------ | ------ | ---------- | ------------- | --------- | --- | --- | ------------- |
| Февраль                                                           |        |        |            |               |           |     | |               |
| ООО «Банк ПСА Финанс РУС»                                         | 2008   | 3481   | 18.02.2021 | ОД-233        | Москва    | Нет | Прекращение деятельности в порядке добровольной ликвидации. | [ 3 ] [ 4 ]   |
| Март                                                              |        |        |            |               |           |     | |               |
| ООО «Русфинанс Банк»                                              | 1992   | 1792   | 01.03.2021 | 2217701475275 | Самара    | Нет | Прекращение деятельности в связи с реорганизацией ООО «Русфинанс Банк» в форме присоединения к ПАО «Росбанк». | [ 5 ] [ 6 ]   |
| АО КБ «ФорБанк»                                                   | 1992   | 2063   | 12.03.2021 | ОД-359        | Москва    | Да  | Неисполнение федеральных законов, регулирующих банковскую деятельность, неисполнение нормативных актов и предписаний Банка России. Нарушение нормативных актов Банка России в области противодействия легализации (отмыванию) доходов, полученных преступным путём, и финансированию терроризма. | [ 7 ] [ 8 ]   |
| КБ «ССтБ» (ООО)                                                   | 2002   | 3397   | 12.03.2021 | ОД-361        | Москва    | Да  | Неисполнение федеральных законов, регулирующих банковскую деятельность, неисполнение нормативных актов и предписаний Банка России. | [ 9 ] [ 10 ]  |
| АО "Небанковская кредитная организация «Сетевая Расчётная Палата» | 1998   | 3332-К | 12.03.2021 | ОД-363        | Казань    | Нет | Неисполнение федеральных законов, регулирующих банковскую деятельность, неисполнение нормативных актов и предписаний Банка России. | [ 11 ] [ 12 ] |
| ООО КБ «Альба Альянс»                                             | 1993   | 2593   | 12.03.2021 | ОД-365        | Москва    | Да  | Прекращение деятельности в порядке добровольной ликвидации. | [ 13 ] [ 14 ] |
| ООО «ЮМК банк»                                                    | 2009   | 3495   | 19.03.2021 | ОД-424        | Краснодар | Нет | Неисполнение федеральных законов, регулирующих банковскую деятельность, неисполнение нормативных актов и предписаний Банка России. Нарушение нормативных актов Банка России в области противодействия легализации (отмыванию) доходов, полученных преступным путём, и финансированию терроризма. | [ 15 ] [ 16 ] |
| ООО КБ «Мегаполис»                                                | 1995   | 3265   | 26.03.2021 | ОД-474        | Чебоксары | Да  | Неисполнение федеральных законов, регулирующих банковскую деятельность, неисполнение нормативных актов и предписаний Банка России. | [ 17 ] [ 18 ] |

## 2 квартал
В разделе приведены все кредитные организации, у которых в 2-м квартале 2021 года была отозвана или аннулирована лицензия.
| Наименование                                                                   | Основ. | Лиц.   | Дата       | Приказ        | Регион          | АСВ | Причина | Прим.         |
| ------------------------------------------------------------------------------ | ------ | ------ | ---------- | ------------- | --------------- | --- | --- | ------------- |
| Апрель                                                                         |        |        |            |               |                 |     | |               |
| КБ «Геобанк» (ООО)                                                             | 1992   | 2027   | 02.04.2021 | ОД-534        | Москва          | Да  | Неисполнение федеральных законов, регулирующих банковскую деятельность, неисполнение нормативных актов Банка России. Полностью утратил собственные средства. | [ 19 ] [ 20 ] |
| АО «МАЙКОПБАНК»                                                                | 1990   | 1136   | 02.04.2021 | ОД-536        | Майкоп          | Да  | Неисполнение федеральных законов, регулирующих банковскую деятельность, неисполнение нормативных актов Банка России. Занижение величины необходимых к формированию резервов на возможные потери. | [ 21 ] [ 22 ] |
| ООО "Расчётная небанковская кредитная организация «РИБ»                        | 1994   | 2749-К | 02.04.2021 | ОД-538        | Москва          | Нет | Неисполнение федеральных законов, регулирующих банковскую деятельность, неисполнение нормативных актов и предписаний Банка России. Нарушение нормативных актов Банка России в области противодействия легализации (отмыванию) доходов, полученных преступным путём, и финансированию терроризма.                                                                             | [ 23 ] [ 24 ] |
| АО «Нефтепромбанк»                                                             | 1992   | 2156   | 09.04.2021 | ОД-618        | Москва          | Да  | Неисполнение федеральных законов, регулирующих банковскую деятельность, неисполнение нормативных актов Банка России. Утрата собственных средств. Проведение операций, имеющих признаки вывода активов. | [ 25 ] [ 26 ] |
| Небанковская кредитная организация «Электронная платёжный сервис» (ООО)        | 2012   | 3509-К | 09.04.2021 | ОД-625        | Москва          | Нет | Прекращение деятельности в порядке добровольной ликвидации. | [ 27 ] [ 28 ] |
| БАНК «НЕЙВА» ООО                                                               | 1990   | 1293   | 16.04.2021 | ОД-689        | Екатеринбург    | Да  | Неисполнение федеральных законов, регулирующих банковскую деятельность, неисполнение нормативных актов и предписаний Банка России. Нарушение нормативных актов Банка России в области противодействия легализации (отмыванию) доходов, полученных преступным путём, и финансированию терроризма.                                                                             | [ 29 ] [ 30 ] |
| АО КБ «ИНТЕРПРОМБАНК»                                                          | 1995   | 3266   | 16.04.2021 | ОД-691        | Москва          | Да  | Неисполнение федеральных законов, регулирующих банковскую деятельность, неисполнение нормативных актов Банка России. Занижение величины необходимых к формированию резервов на возможные потери. | [ 31 ] [ 32 ] |
| АО «Нордеа Банк»                                                               | 1994   | 3016   | 16.04.2021 | ОД-695        | Москва          | Да  | Прекращение деятельности в порядке добровольной ликвидации. | [ 33 ] [ 34 ] |
| АКБ «Проинвестбанк» (ПАО)                                                      | 1990   | 784    | 23.04.2021 | ОД-742        | Пермь           | Да  | Неисполнение федеральных законов, регулирующих банковскую деятельность, неисполнение нормативных актов Банка России. Занижение величины необходимых к формированию резервов на возможные потери. | [ 35 ] [ 36 ] |
| Май                                                                            |        |        |            |               |                 |     | |               |
| АО «РОСКОСМОСБАНК»                                                             | 1994   | 2989   | 01.05.2021 | 2217703549259 | Москва          | Нет | Решение о прекращении деятельности АО «РОСКОСМОСБАНК» принято в связи с реорганизацией в форме присоединения к ПАО «Промсвязьбанк». | [ 37 ] [ 38 ] |
| АО «Тексбанк»                                                                  | 1994   | 2756   | 14.05.2021 | ОД-883        | Черкесск        | Да  | Прекращение деятельности в порядке добровольной ликвидации. | [ 39 ] [ 40 ] |
| ООО "Небанковская кредитная организация «Красноярский Краевой Расчётный Центр» | 2008   | 3483-К | 21.05.2021 | ОД-914        | Красноярск      | Нет | Нарушение нормативных актов Банка России в области противодействия легализации (отмыванию) доходов, полученных преступным путём, и финансированию терроризма. | [ 41 ] [ 42 ] |
| АО «Заубер Банк»                                                               | 1992   | 1614   | 28.05.2021 | ОД-978        | Санкт-Петербург | Да  | Неисполнение федеральных законов, регулирующих банковскую деятельность, неисполнение нормативных актов и предписаний Банка России. Нарушение нормативных актов Банка России в области противодействия легализации (отмыванию) доходов, полученных преступным путём, и финансированию терроризма.                                                                             | [ 43 ] [ 44 ] |
| АКБ «ИРС» (АО)                                                                 | 1992   | 272    | 28.05.2021 | ОД-980        | Москва          | Да  | Неисполнение федеральных законов, регулирующих банковскую деятельность, неисполнение нормативных актов и предписаний Банка России. Занижение величины необходимых к формированию резервов на возможные потери. | [ 45 ] [ 46 ] |
| АО "Расчётная небанковская кредитная организация «Нарат»                       | 1992   | 1902-К | 28.05.2021 | ОД-982        | Казань          | Нет | Неисполнение федеральных законов, регулирующих банковскую деятельность, неисполнение нормативных актов и предписаний Банка России. Нарушение нормативных актов Банка России в области противодействия легализации (отмыванию) доходов, полученных преступным путём, и финансированию терроризма.                                                                             | [ 47 ] [ 48 ] |
| Июнь                                                                           |        |        |            |               |                 |     | |               |
| АО «РФИ БАНК»                                                                  | 2000   | 3351   | 04.06.2021 | ОД-1039       | Москва          | Да  | Неисполнение федеральных законов, регулирующих банковскую деятельность, неисполнение нормативных актов Банка России. | [ 49 ] [ 50 ] |
| ПАО «Энергомашбанк»                                                            | 1991   | 52     | 09.06.2021 | ОД-1112       | Санкт-Петербург | Да  | Неисполнение федеральных законов, регулирующих банковскую деятельность, неисполнение нормативных актов и предписаний Банка России. Нарушение нормативных актов Банка России в области противодействия легализации (отмыванию) доходов, полученных преступным путём, и финансированию терроризма. Занижение величины необходимых к формированию резервов на возможные потери. | [ 51 ] [ 52 ] |
| Банк «Возрождение» (ПАО)                                                       | 1991   | 1439   | 15.06.2021 | 2217705003921 | Москва          | Да  | Прекращение деятельности в связи с реорганизацией Банка «Возрождение» (ПАО) в форме присоединения к АО «БМ-Банк». | [ 53 ] [ 54 ] |
| ПАО «Евразийский банк»                                                         | 1990   | 969    | 25.06.2021 | 2214400059234 | Москва          | Нет | Прекращение деятельности в связи с реорганизацией АО «Евразийский банк» в форме присоединения к ПАО «Совкомбанк». | [ 55 ] [ 56 ] |
| АКБ «АКТИВ БАНК» (ПАО)                                                         | 1993   | 2529   | 25.06.2021 | ОД-1267       | Саранск         | Да  | Неисполнение федеральных законов, регулирующих банковскую деятельность, неисполнение нормативных актов и предписаний Банка России. Нарушение нормативных актов Банка России в области противодействия легализации (отмыванию) доходов, полученных преступным путём, и финансированию терроризма. Занижение величины необходимых к формированию резервов на возможные потери. | [ 57 ] [ 58 ] |

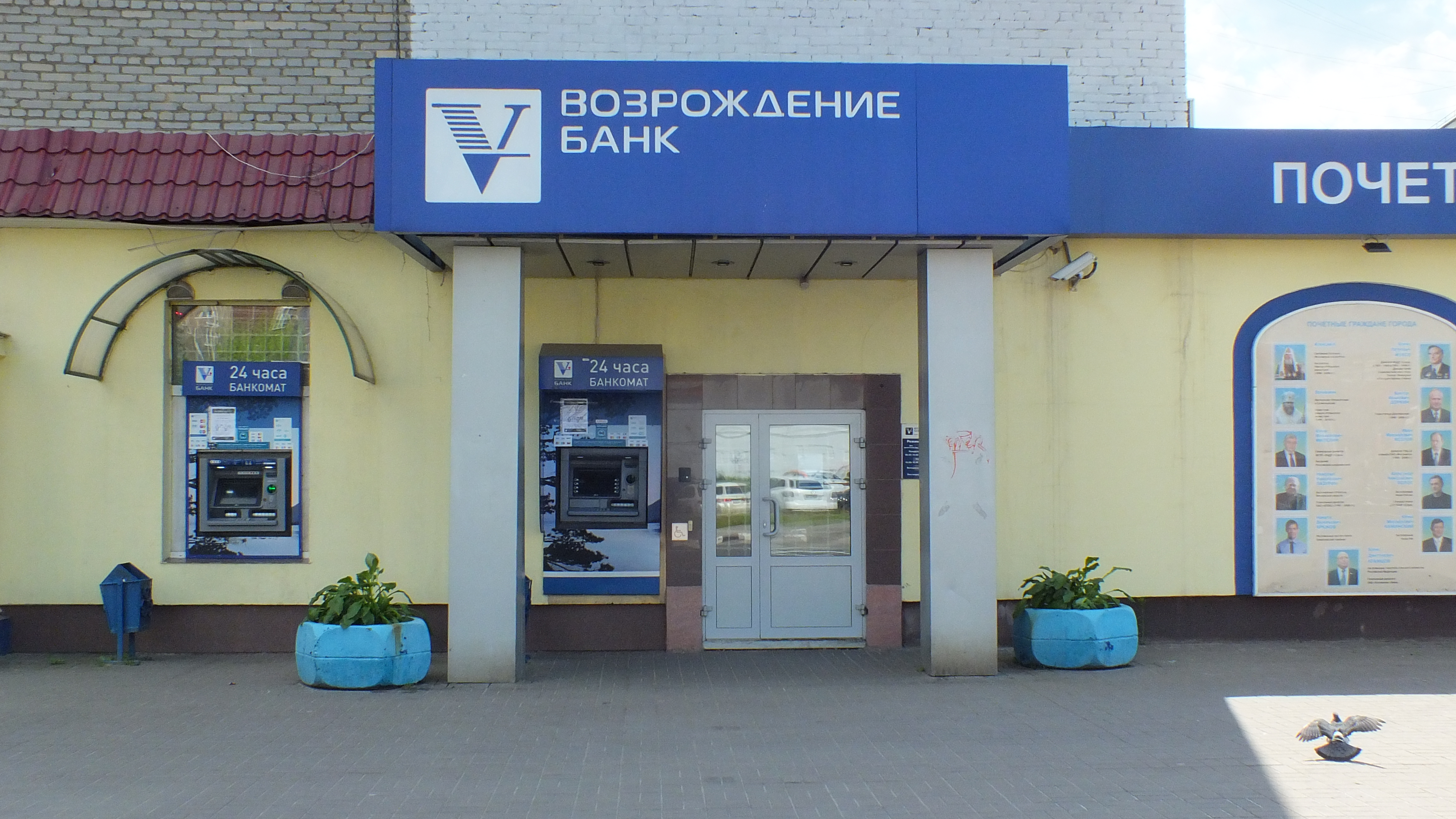
Банк в подмосковном Дзержинском в 2020 году

## 3 квартал
В разделе приведены все кредитные организации, у которых в 3-м квартале 2021 года была отозвана или аннулирована лицензия.
| Наименование                                                          | Основ. | Лиц.   | Дата       | Приказ  | Регион  | АСВ | Причина | Прим.         |
| --------------------------------------------------------------------- | ------ | ------ | ---------- | ------- | ------- | --- | --- | ------------- |
| Июль                                                                  |        |        |            |         |         |     | |               |
| АО «РУНА-БАНК»                                                        | 1995   | 3207   | 23.07.2021 | ОД-1531 | Москва  | Да  | Неисполнение федеральных законов, регулирующих банковскую деятельность, неисполнение нормативных актов Банка России. Нарушение законодательства и нормативных актов Банка России в области противодействия легализации (отмыванию) доходов, полученных преступным путём, и финансированию терроризма. | [ 59 ] [ 60 ] |
| ООО "Небанковская кредитная организация «Русское финансовое общество» | 2002   | 3427-К | 23.07.2021 | ОД-1533 | Москва  | Нет | Нарушение законодательства и нормативных актов Банка России в области противодействия легализации (отмыванию) доходов, полученных преступным путём, и финансированию терроризма. | [ 61 ] [ 62 ] |
| Август                                                                |        |        |            |         |         |     | |               |
| АО "КС Банк"                                                          | 1992   | 1752   | 06.08.2021 | ОД-1649 | Саранск | Да  | Неисполнение федеральных законов, регулирующих банковскую деятельность, неисполнение нормативных актов Банка России. Занижение величины необходимых к формированию резервов на возможные потери. | [ 63 ] [ 64 ] |
| Сентябрь                                                              |        |        |            |         |         |     | |               |
| ООО КБ «ПЛАТИНА»                                                      | 1993   | 2347   | 17.09.2021 | ОД-1938 | Москва  | Да  | Неисполнение федеральных законов, регулирующих банковскую деятельность, неисполнение нормативных актов Банка России. Нарушение законодательства и нормативных актов Банка России в области противодействия легализации (отмыванию) доходов, полученных преступным путём, и финансированию терроризма. | [ 65 ] [ 66 ] |
| ООО "Небанковская кредитная организация «Финчер»                      | 2008   | 3486-К | 24.09.2021 | ОД-2001 | Москва  | Нет | Прекращение деятельности в порядке добровольной ликвидации. | [ 67 ] [ 68 ] |

## 4 квартал
В разделе приведены все кредитные организации, у которых в 4-м квартале 2021 года была отозвана или аннулирована лицензия.
| Наименование                                      | Основ. | Лиц.   | Дата       | Приказ        | Регион      | АСВ | Причина | Прим.         |
| ------------------------------------------------- | ------ | ------ | ---------- | ------------- | ----------- | --- | --- | ------------- |
| Октябрь                                           |        |        |            |               |             |     | |               |
| АО «ОРБАНК»                                       | 1990   | 937    | 08.10.2021 | ОД-2078       | Москва      | Да  | Неисполнение федеральных законов, регулирующих банковскую деятельность, неисполнение нормативных актов Банка России. Нарушение законодательства и нормативных актов Банка России в области противодействия легализации (отмыванию) доходов, полученных преступным путём, и финансированию терроризма.                                                        | [ 69 ] [ 70 ] |
| Ноябрь                                            |        |        |            |               |             |     | |               |
| КБ «Спутник» (ПАО)                                | 1990   | 1071   | 01.11.2021 | ОД-2198       | Самара      | Да  | Неисполнение федеральных законов, регулирующих банковскую деятельность, неисполнение нормативных актов и предписаний Банка России. Занижение величины необходимых к формированию резервов на возможные потери. Существенное снижение капитала банка. | [ 71 ] [ 72 ] |
| АО «Севастопольский Морской Банк»                 | 2014   | 3528   | 04.11.2021 | 2219100330678 | Севастополь | Да  | Прекращение деятельности в связи с реорганизацией в форме присоединения к ПАО «РНКБ Банк». | [ 73 ] [ 74 ] |
| Декабрь                                           |        |        |            |               |             |     | |               |
| ООО "Небанковская кредитная организация «Премиум» | 2013   | 3514-К | 17.12.2021 | ОД-2473       | Москва      | Нет | Неисполнение федеральных законов, регулирующих банковскую деятельность, неисполнение нормативных актов Банка России. Нарушение законодательства и нормативных актов Банка России в области противодействия легализации (отмыванию) доходов, полученных преступным путём, и финансированию терроризма. Участие в проведении сомнительных транзитных операций. | [ 75 ] [ 76 ] |

## Статистика

### Закрытие по месяцам
| Закрытие по месяцам | Закрытие по месяцам | Закрытие по месяцам | Закрытие по месяцам | Закрытие по месяцам |
| Месяц               |                     |                     |                     | Количество          |
| ------------------- | ------------------- | ------------------- | ------------------- | ------------------- |
| Январь              |                     |                     | 0                   |                     |
| Февраль             |                     |                     | 1                   |                     |
| Март                |                     |                     | 7                   |                     |
| Апрель              |                     |                     | 9                   |                     |
| Май                 |                     |                     | 6                   |                     |
| Июнь                |                     |                     | 5                   |                     |
| Июль                |                     |                     | 5                   |                     |
| Август              |                     |                     | 1                   |                     |
| Сентябрь            |                     |                     | 2                   |                     |
| Октябрь             |                     |                     | 1                   |                     |
| Ноябрь              |                     |                     | 2                   |                     |
| Декабрь             |                     |                     | 1                   |                     |

### Комментарии
1. ↑  По инициативе Банка России, согласно требованиям статьи 20 Федерального закона «О банках и банковской деятельности».
2. ↑  По инициативе собственников компании или в порядке её реорганизации.